# Saint-Jean-Bonnefonds
Saint-Jean-Bonnefonds là một xã trong tỉnh Loire miền trung nước Pháp.